# Agua Zarca (Guerrero)
Agua Zarca es una localidad del estado mexicano de Guerrero. Es parte del municipio de Juchitán. Fue fundada el 15 de diciembre de 1948.

## Demografía
| Gráfica de evolución demográfica |
|                                  |

| Censo | Población |
| ----- | --------- |
| 1950  | 214       |
| 1960  | 826       |
| 1970  | 940       |
| 1980  | 996       |
| 1990  | 1 167     |
| 2000  | 1 137     |
| 2010  | 1 149     |
| 2020  | 1 119     |